# Jindřich Vavrla
Jindřich Vavrla (ur. 12 lutego 1967 w Ostrawie) – czechosłowacki zapaśnik walczący w stylu klasycznym. Olimpijczyk z Barcelony 1992, gdzie zajął jedenaste miejsce w kategorii 62 kg.
Siódmy na mistrzostwach świata w 1989 i dziewiąty w 1991. Mistrz Czechosłowacji w 1986, 1988 i 1992 roku.
- Turniej w Barcelonie 1992

Przegrał z Kostasem Arkudeasem z Grecji i Juanem Luisem Marénem z Kuby.